# 巴特勒斯
巴特勒斯（Butlers）是加勒比海岛国圣基茨和尼维斯岛屿尼维斯岛东海岸中的一座村庄，行政上由圣詹姆斯温沃德区管辖，位于曼宁斯北部和布里克基伦南部之间。